# Lafen
Lafen (früher auch Lafenn und Laven) ist ein Dorf in der Marktgemeinde Bad Hofgastein im österreichischen Bundesland Salzburg.

## Geografie und Natur
Das Dorf Lafen gehört zur Ortschaft und Katastralgemeinde Vorderschneeberg. Das Dorf ist durch den Angerbach im Norden von der Nachbarsiedlung Anger getrennt.
In Lafen wachsen Zottige Weidenröschen (Epilobium hirsutum) und Moschus-Malven (Malva moschata). Bei einer Erhebung der Vogelarten des Gasteinertals in den 1980er Jahren wurden bei Lafen der Buchfink (Fringilla coelebs) und der Star (Sturnus vulgaris) als Brutvögel beobachtet.

## Geschichte
Der Ortsname ist der einzige romanische im Pongau. Er leitet sich aus dem spätlateinischen labīna für ‚Erdrutsch‘ ab und hat somit denselben Ursprung wie das Wort Lawine. Lafen wurde urkundlich erstmals 1224 als
Leuvenie erwähnt. Aus dem 14. Jahrhundert sind die Formen Laven, Leven und Loofern übermittelt.
Die Edlen von Lafen besaßen im Jahr 1363 Ritterlehen. Zwei weitere Familien aus dem Dorf, die Wulfen und die Mitterlehner, waren im Pinzgau begütert. Im 15. und 16. Jahrhundert gab es in Lafen wie in mehreren anderen Orten im Gasteinertal erzverarbeitende Betriebe.
Weite Teile des Herzogtums Salzburg wurden von 27. bis 29. Mai 1821 von einer Naturkatastrophe heimgesucht, die durch Schneeschmelze und Dauerregen verursacht worden war. Dabei wurde in Lafen die Schmiede verschlammt und auf der Straße bei der Sägemühle riss ein tiefer Graben auf. Ein schweres Hochwasser am 26. und 27. Mai 1914 zerstörte eine wichtige Brücke und das Dorf musste teilweise geräumt werden.

## Kultur und Sehenswürdigkeiten
Die Kapelle von Lafen wurde um 1900 erbaut. Sie weist einen rechteckigen Grundriss mit runder Apsis, ein Giebeltürmchen, ein Rundbogen-Portal und ringsum eine Hohlkehle auf. Im Inneren gibt es eine Kassettendecke aus Holz und eine ornamentale Bemalung.
Der Lafener Pass und der Lafener Zirb’n Pass sind zwei der zahlreichen Krampus-Gruppen („Passen“) des Gasteinertals. Der erstgenannte Pass bestand zunächst in den 1970er Jahren und dann wieder ab 1983. Historisch gab es noch eine Reihe weiterer Krampus-Gruppen mit Bezug zum Ort, darunter der Lafener Grabn Pass, der Lafener Höllen Pass, der Lafener Schnee Pass, der Lafener Schneeberg Pass, der Lafener Toifi Pass, der Lafener Wildbach Pass, der Lafener Wurzen Pass und der Lafener Wüd Pass.

## Infrastruktur
Am östlichen Ortsrand verläuft die Landesstraße B167. Lafen ist über die Bushaltestellen Bad Hofgastein Schmiedgasse (Schmiedgasse) und Bad Hofgastein Schmiedgasse (B167) an den öffentlichen Verkehr angeschlossen. Der Fernwanderweg Rupertiweg sowie die Mountainbikestrecken Angertal-Runde, Erzherzog-Johann-Runde, zu den Gadaunerer Hochalmen, zur Schattbachalm und zum Stubnerkogel-Gipfel führen durch die Siedlung.